# 緒方直人
もしかして
- 緒形直人

ではありませんか？